# Victoria Jamali
Victoria Jamali (em Farsi : ویکتوریا جمالی) é uma activista iraniana dos direitos ambientais e especialista em direito ambiental. É uma das fundadoras da Sociedade Feminina Contra a Poluição Ambiental e fundou a Sociedade Iraniana de Direito Ambiental .

## Biografia
Jamali formou-se na University of Aberdeen em 1974, em gestão de recursos rurais e regionais.  Após a formatura, regressou ao Irão e começou a trabalhar no Instituto de Estudos Ambientais da Universidade de Teerã, que conseguiu sobreviver às mudanças provocadas pela Revolução Iraniana e pela Guerra Irão-Iraque.  
No início da década de 1990, Jamali foi abordada por Mahlagha Mallah que trabalhava na biblioteca da universidade, que lhe propôs a criação de uma organização dedicada às mulheres e ao meio ambiente no Irão.  Em 1993, elas fundaram a Sociedade de Mulheres Contra a Poluição Ambiental (WSAEP).  Em 1999 e 2001 ela participou em duas visitas de pesquisa aos EUA patrocinadas pela Environmental Law Alliance Worldwide. 
Em 2001, Jamali era professora assistente no curso de Meio Ambiente da Universidade de Teerão e liderava a investigação em direito ambiental no Irão.  Fundou a primeira organização iraniana dedicada ao direito ambiental do país,  Sociedade Iraniana de Direito Ambiental.  Em 2002, criou o primeiro programa de legislação ambiental do Irão, que levou a comparações entre ela e o ambientalista americano John Muir .  Para que o programa fosse aprovado, ela teve que convencer um colega sénior da Universidade de Teerã da sua legitimidade.  Este Programa Ambiental, iniciado por Jamali, contou com o apoio do vice-presidente iraniano Masoomeh Ebtekar em 2003. 
Ela tem  tido um papel proeminente em várias campanhas ambientais, nomeadamente nas que defendem a redução da poluição do ar, a protecção da chita persa, entre outras, assumindo o papel de porta voz da necessidade de combater a generalizada falta de protecção ambiental no Irão. 
Como parte de seu trabalho com a WSAEP, Jamali edita o jornal فرياد زامين ( Faryad-e-Zamin - Cry of the Earth).  Jamali publicou artigos sobre legislação ambiental que resultaram da sua investigação e traduziu artigos académicos do inglês para o persa. 

## Publicações seleccionadas
- Ongoing environmental research of the University of Tehran about the city of Tehran [9]
- Irrigação tradicional no Irão: Qanat [10]